# Alexei Michailowitsch Gorjainow

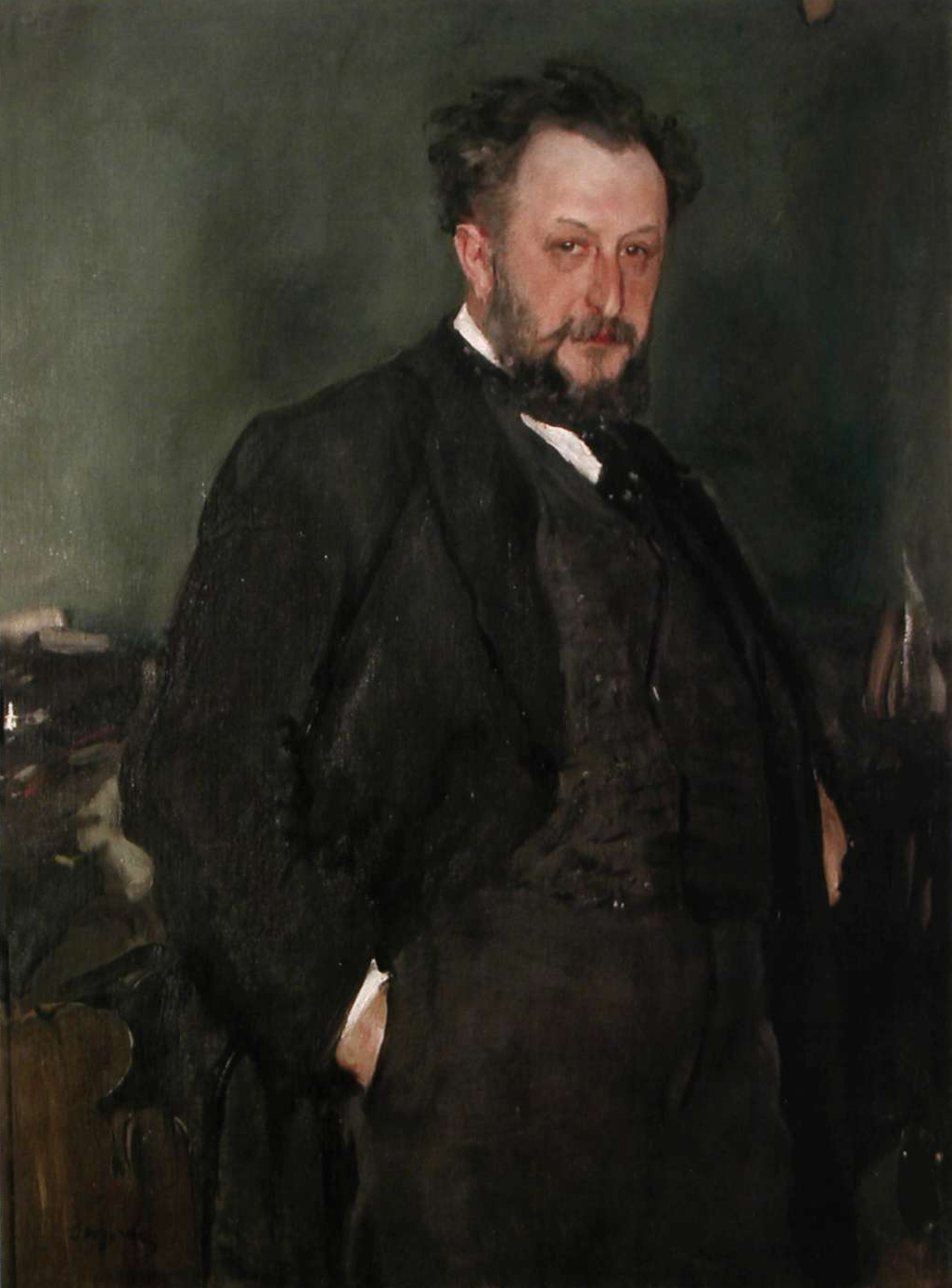
Alexei Michailowitsch Gorjainow (W. A. Serow, 1901, Kunstmuseum Donezk)

Alexei Michailowitsch Gorjainow (russisch Алексей Михайлович Горяинов; * 15. Januarjul. / 27. Januar 1858greg.; † 1919) war ein russisch-sowjetischer Metallurg.

## Leben
Gorjainow, Sohn des adligen Porutschiks Michail Sergejewitsch Gorjainow (1826–1903), studierte am St. Petersburger Berginstitut mit Abschluss 1881 als Bergbauingenieur.
Als Angestellter der Staatlichen Bergbauverwaltung wurde Gorjainow zum Putilow-Werk in St. Petersburg und dann zur Brjansker Gesellschaft der Maschinenfabrik Brjansk abgeordnet.
1894 entwickelte Gorjainow zusammen mit seinem jüngeren Bruder Juri Gorjainow ein  Verfahren zur Verhüttung von Eisenerz zusammen mit Roheisen und Schrott entsprechend dem Siemens-Martin-Verfahren. Wichtig war dabei die genügende Vorwärmung des Eisenerzes vor der Zugabe des flüssigen Roheisens.
1897 wurde Gorjainow Direktor der Südrussischen Alexander-Eisenhütte der Brjansker Gesellschaft in Jekaterinoslaw. Er war Mitglied des Rats des Kongresses der Bergbauindustriellen  Südrusslands. Er gründete im Donbass die Bergbauindustrie-Gesellschaft Ingenieure A. M. Gorjaionow und F. J. Jenakijew.
1905 entwickelte Gorjainow ein U-Boot-Projekt.
Seit 1885 war Gorjainow mit Marija Nikolajewna geborene Eiler (1863–1942, Tochter des Kiewer Gouverneurs Nikolai Eiler) verheiratet.
Gorjainows älterer Bruder war der Jurist und Historiker Sergei Gorjainow.
Die Bahnstation Gorjainowo der Katharinenbahn bei Dnipro wurde nach Gorjainow benannt.